# Locomotiva SNCF BB 67300
Le BB 6730 sono state locomotive diesel-elettriche delle Société Nationale des Chemins de fer Français (SNCF), per servizi misti passeggeri o merci. La serie è stata ordinata il 15 dicembre 1965 e la prima locomotiva è stata consegnata il 5 dicembre 1967 e assegnata al deposito di Chambéry. Le ultime venti macchine provenivano dalla trasformazione della BB 67000; queste locomotive sono adatte per circolare in più unità in accoppiamento multiplo tra di loro e con le BB 67400.

## Descrizione
La locomotiva BB 67390 era il prototipo della serie BB 67300; la macchina entrata in servizio come BB 67036 è stata l'unica locomotiva della serie BB 67000 realizzata con alternatore trifase con raddrizzatore, al posto del generatore a corrente continua. La locomotiva, che era in grado di alimentare elettricamente un treno passeggeri e rinumerata BB 67291 il 1 maggio 1966, prefigurava la serie BB 67300, per poi essere definitivamente trasformata in 67300 e rinumerata al termine della sua conversione BB 67390 il 24 gennaio 1979. 
La motorizzazione era la stessa della serie BB 67000 costituita da un motore diesel SEMT Pielstick V16 PA 4; la capacità del carburante è di 3400 litri di gasolio con una consumo di 3.7 litri/chilometro maggiore del consumo di 2.8 litri/chilometro della serie BB 67000; i motori di trazione SW 9209 a ventilazione forzata, uno per carrello, erogavano una potenza di 1525 kW, maggiore dei 1240 kW della serie BB 67000. Diverso il passo dei carrelli di 2500 mm rispetto a 2400 mm della serie 67000 e il diametro delle ruote 1260 mm rispetto a 1150 mm della serie 67000. 

## Servizi
Le locomotive della serie hanno effettuato servizi sia passeggeri, sia merci. Tra i servizi effettuati, molto prestigioso il traino del Catalan Talgo Ginevra-Barcellona, nel tratto tra Chambéry e Valence-Ville via Grenoble, tratto all'epoca non elettrificato, nel quale la BB 67300 trainava l'intero convoglio compresa la locomotiva elettrica che effettuava servizio tra Ginevra e Chambéry e tra Valence  e Cerbère.
L'ultima locomotiva della serie BB 67300 è stata radiata il 18 dicembre 2018.

## Esemplari preservati
- La locomotiva BB 67305 è conservata presso la Cité du train di Mulhouse

- La locomotiva BB 67382 è custodita a Lione-Mouche da ARCET (acronimo di Association Rhône-Alpine de Conservation d’Engins Thermiques), associazione senza scopo di lucro nata nell'agosto 2010, che ha lo scopo di salvaguardare e promuovere il materiale ferroviario, ma anche la circolazione e l'organizzazione di viaggi utilizzando il materiale rotabile ad essa affidato.[1]

## Livrea
Alla consegna, tutte le locomotive della serie BB 77300 hanno tutte ricevuto la livrea "bleu diesel" con baffo in alluminio e freccia in rilievo. Successivamente nelle unità in livrea "bleu diesel" le modanature in alluminio sono state eliminate e le frecce non più in rilievo ma colorate di bianco. Alcune unità hanno ricevuto la livrea "Corail+". Le macchine adibite al traffico merci hanno ricevuto la livrea "Fret" colore verde. La locomotiva BB 67373 è l'unica della serie ad avere ricevuto la livrea Corail+blu (la livrea “Isabelle”) e grigio metallizzato

Le differenti livree della BB 67300
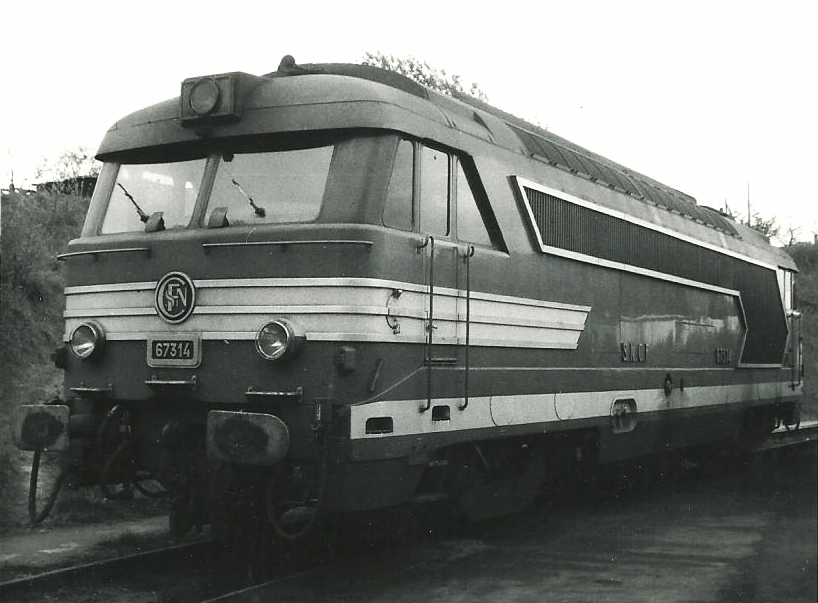
BB 67314 in lvrea "Bleu diesel" originaria con baffo in alluminio e freccia in rilievo
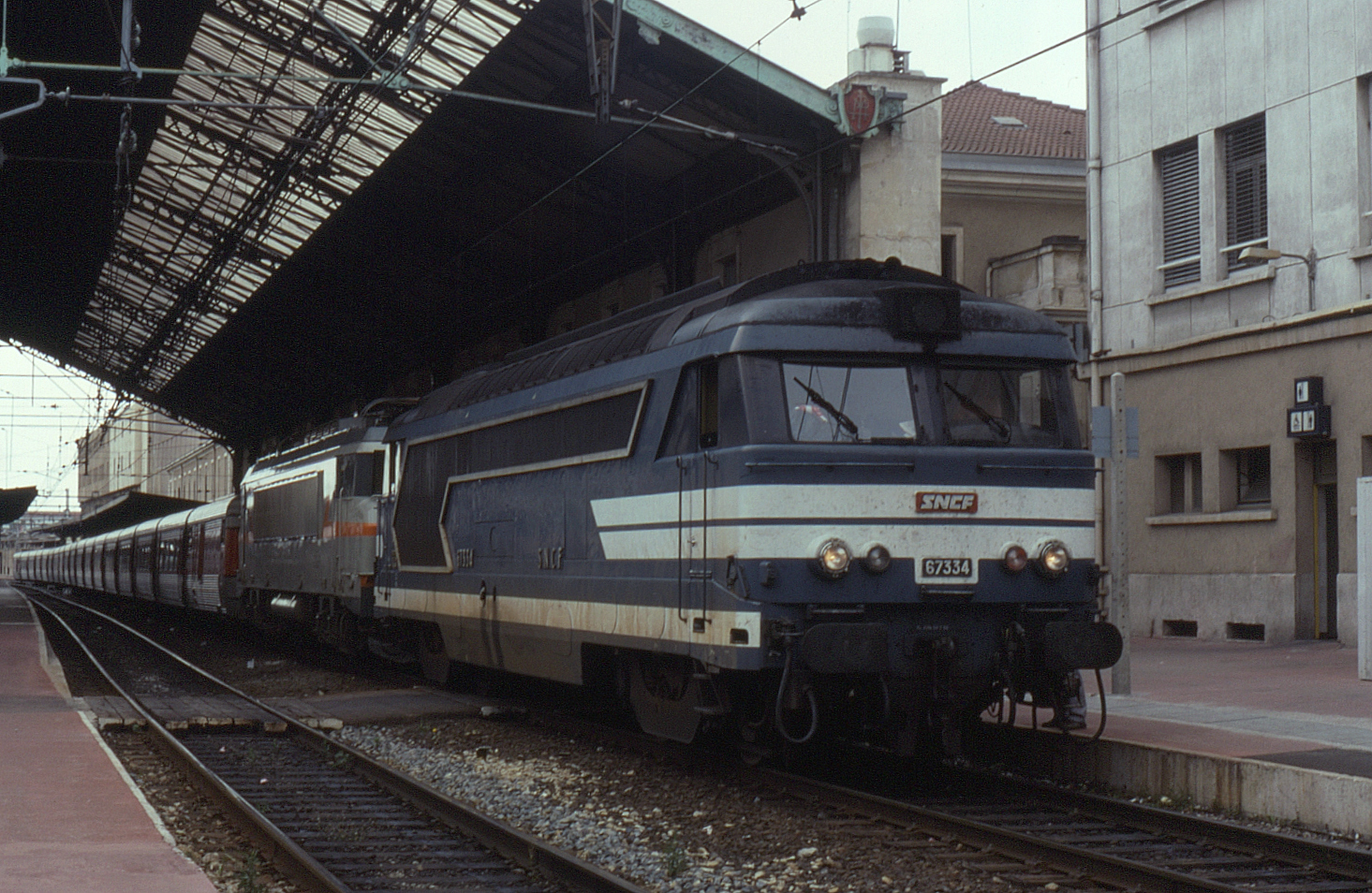
Livrea "Bleu diesel" originaria con cabine rinforzate e nuove luci
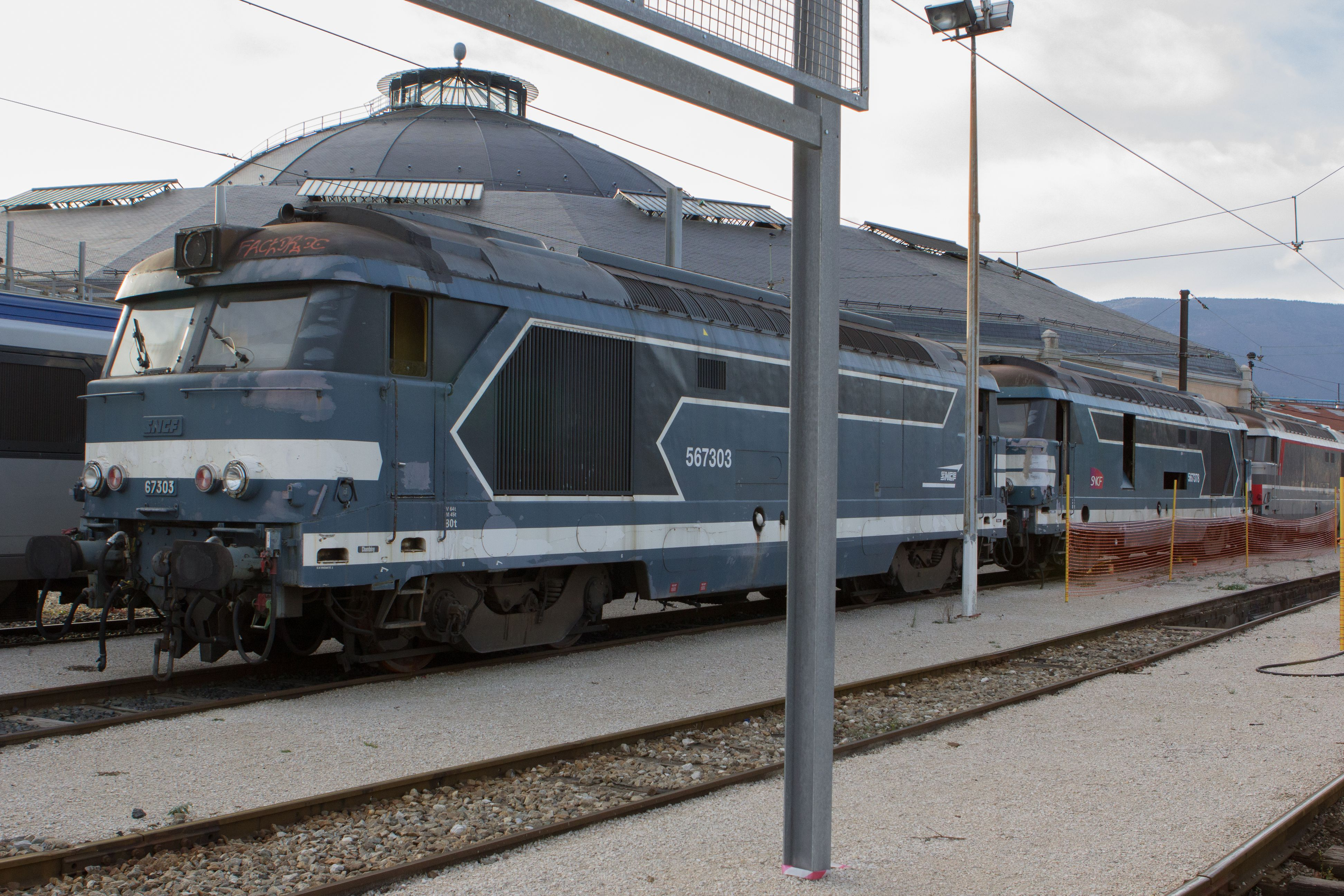
Livrea "Bleu diesel" con frecce dipinte
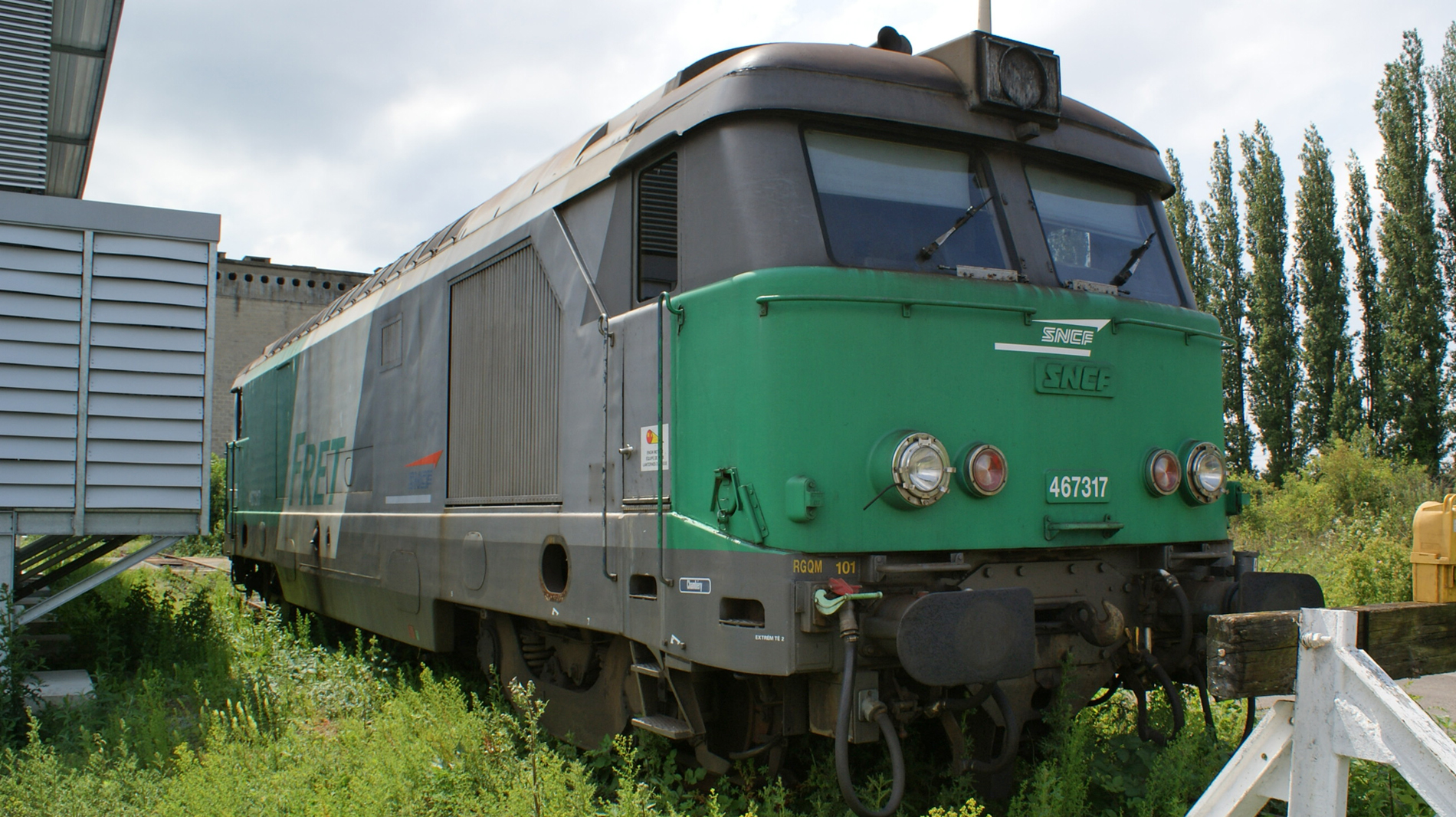
Livrea Fret
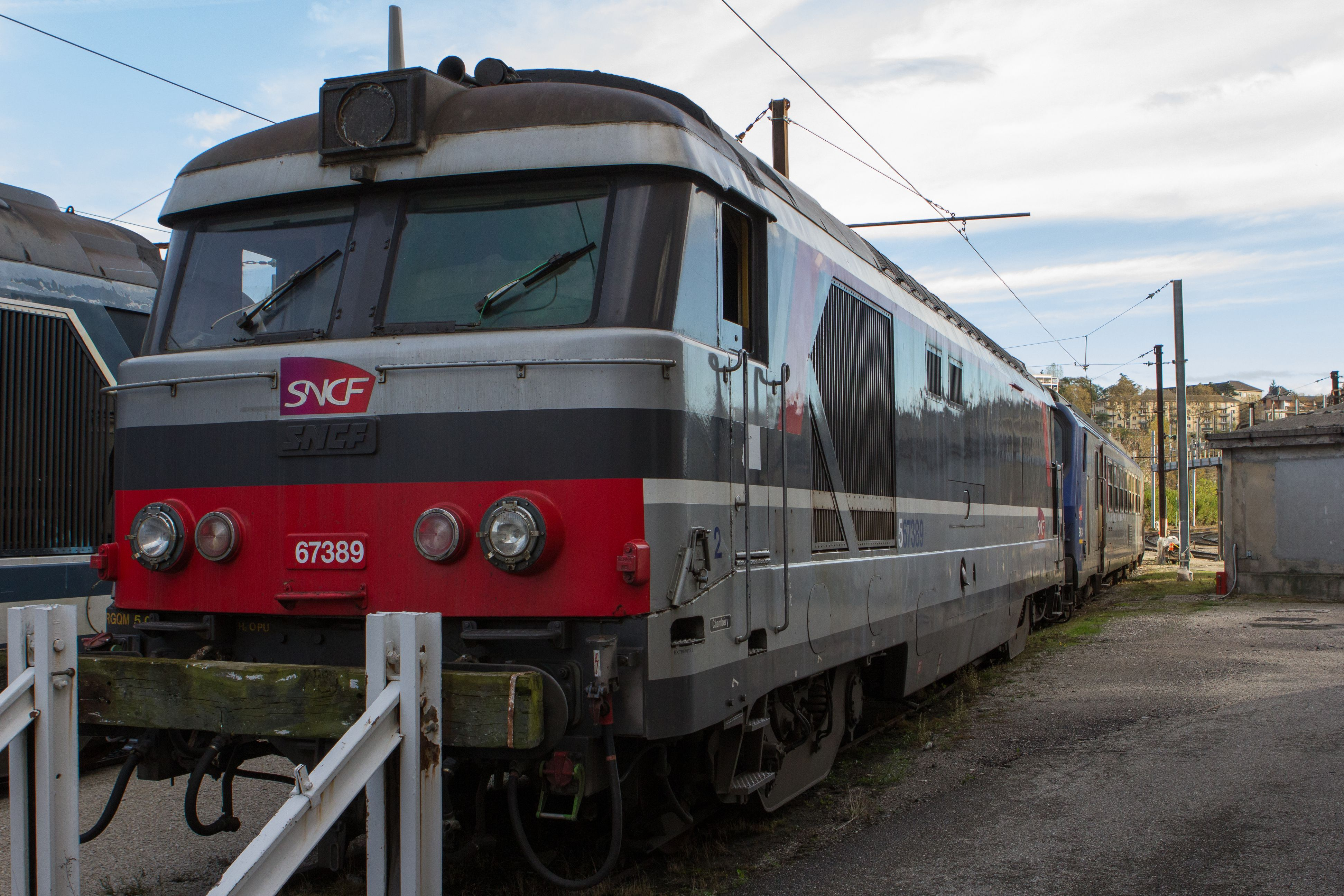
Livrea Corail+ rossa
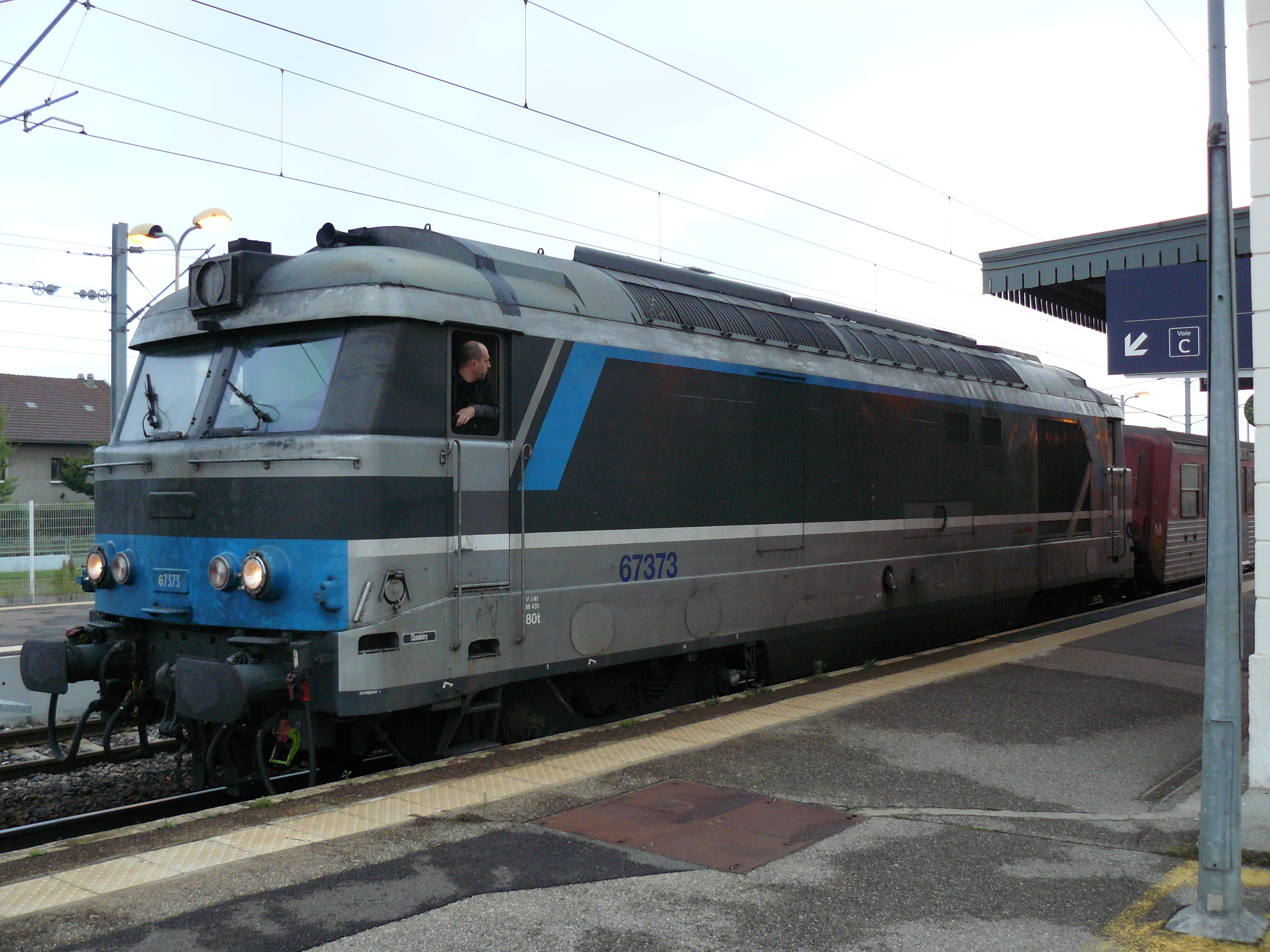
Livrea Corail+ bleu isabelle

## Modellismo
La locomotiva BB 67300 è stata riprodotta in scala H0 dalle ditte Piko, Lima (BB 67302, BB 67309, BB 67315, BB 67323, BB 67329 BB 67382 nella livrea "blue Diesel" proposte nei cataloghi tra il 1994 e il 2001 e le locomotive BB 67373 in livrea "Isabelle" e BB 67376 in livrea "Corail+", proposte nel catalogo 2001), Hornby-Jouef e REE Modeles, e in scala N dalla ditta Minitrix.